# Lijst van beelden in Rheden
Dit is een (onvolledige) chronologische lijst van beelden in Rheden. Onder een beeld wordt hier verstaan elk driedimensionaal kunstwerk in de openbare ruimte van de Nederlandse gemeente Rheden, waarbij beeld wordt gebruikt als verzamelbegrip voor sculpturen, standbeelden, installaties, gedenktekens en overige beeldhouwwerken.
| Geplaatst | Omschrijving                                                                          | Kunstenaar                  | Straat                                                   | Plaats      | Materiaal                                                 | Afbeelding |
| --------- | ------------------------------------------------------------------------------------- | --------------------------- | -------------------------------------------------------- | ----------- | --------------------------------------------------------- | ---------- |
| 1770      | Poort Huis Overbeek met alliantiewapen van leeuwen                                    |                             | Overbeeklaan                                             | Velp        |                                                           |            |
| 1913      | Rhedense Leeuw                                                                        | August Falise               | Meester B. van Leeuwenplein                              | Rheden      | beton                                                     |            |
| 1918      | Posbank                                                                               | Gerrit Bennink              | Beekhuizenseweg                                          | Rheden      | steen                                                     |            |
| 1945      | Gedenkteken 40-45 (Bevrijdingsboom)                                                   |                             | Egmondstraat                                             | Velp        | metaal                                                    |            |
| 1948      | Oorlogsmonument                                                                       |                             | Carolinapark                                             | Dieren      | hout en steen                                             |            |
| 1949      | Muurplastiek                                                                          | Piet Slegers                | Parkweg                                                  | De Steeg    | metaal                                                    |            |
| 1953      | Henri Dunant                                                                          | E. Föderl                   | Arnhemsestraatweg                                        | Rheden      |                                                           |            |
| 1953      | De Herdenking                                                                         | John Grosman                | Rozenbos                                                 | Rheden      | sierbeton                                                 |            |
| 1954      | Vrouw en Kind                                                                         | John Grosman                | Massenweg/ Oranjeweg                                     | Rheden      | sierbeton                                                 |            |
| 1957      | Muurplastiek                                                                          | G. Slegers-Bokhorst         | Arnhemseweg 30                                           | Rheden      | sierbeton                                                 |            |
| 1961      | Boer, Timmerman, Smid                                                                 | Jan Teulings                | Korenbloemstraat Rhederhof                               | Rheden      | natuursteen                                               |            |
| 1961      | Muurplastiek/Gevelreliëf                                                              | Jan Teulings                | Klinker 17                                               | Rheden      |                                                           |            |
| 1962      | Scherftegelmoziëk                                                                     | Enno Brokke                 | Harderwijkerweg                                          | Dieren      | scherftegel                                               |            |
| 1964      | Muurplastiek De Rank                                                                  | Albert Diekerhof            | Pinkenbergseweg 5F                                       | Velp        | metaal                                                    |            |
| 1965      | Brein                                                                                 | Franklin Aalders            | Den Heuvel 32 (in de bibliotheek)                        | Velp        | brons                                                     |            |
| 1967      | Muurplastiek                                                                          | Henk Tieman                 | Valeriuslaan                                             | Dieren      | keramiek                                                  |            |
| 1968      | gazelle                                                                               | Frits Sieger                | Wilhelminaweg, bij Gazellefabriek                        | Dieren      | brons                                                     |            |
| 1969      | Levensboom                                                                            | Jos Spanbroek               | Admiraal Helfrichlaan                                    | Dieren      | metaal                                                    |            |
| 1971      | Gevelmozaïek 'Neutronen en bindweefsel'                                               | Alex G. van Daalen          | President Kennedylaan (gevel Ziekenhuis)                 | Velp        | Venetiaans glas                                           |            |
| 1972      | Plastiek                                                                              | Marten Hendriks             | Carolinapark - Hogestraat                                | Dieren      | polyester                                                 |            |
| 1975      | Beeldmerk Reinbouwgroep                                                               | Jos Spanbroek               | Industrielaan                                            | Dieren      |                                                           |            |
| 1975      | Plastiek                                                                              | Bernard Laméris             | Dorpsstraat                                              | Rheden      | brons, natuursteen                                        |            |
| 1976      | Muurplastiek                                                                          | Willem Berkhemer            | Dorpsstraat                                              | Rheden      | bakstenen                                                 |            |
| 1977      | Wachter                                                                               | Joep Sterman                | Stationsstraat                                           | Velp        | staal, aluminium                                          |            |
| 1978      | Zonne-inslag                                                                          | Piet Slegers                | Hoofdstraat                                              | De Steeg    | rvs, staal                                                |            |
| 1978      | Buiten-Binnen-Buiten                                                                  | Eugène Terwindt             | Hoofdstraat - gemeentehuis                               | De Steeg    | steen, kunststof                                          |            |
| 1980      | Zittend figuur                                                                        | Jan Snoeck                  | Arnhemsestraatweg 346                                    | Velp        |                                                           |            |
| 1982      | Muurplastiek                                                                          |                             | Reigerstraat (Bernardschool)                             | Velp        | metaal                                                    |            |
| 1982      | Vrouw met Bloem                                                                       | Marga Carlier               | Kastanjelaan 13                                          | Velp        | brons                                                     |            |
| 1983      | Paard                                                                                 | Henk Göbel                  | Ericaplein (bij de bibliotheek)                          | Dieren      | brons                                                     |            |
| 1985      | Vogels                                                                                | Marga Carlier               | Van Kolplein/Groen van Prinsterenstraat                  | Velp        | brons                                                     |            |
| 1985      | Krukas                                                                                | Henk Göbel                  | Willem van Kleefstraat/Heeckerensstraat                  | Velp        | brons                                                     |            |
| 1985      | Waterman                                                                              | Willem Berkhemer            | Merwedestraat/Rijnstraat                                 | Velp        | beiers graniet                                            |            |
| 1985      | Mens/Hond                                                                             | Marion Askjaer Veld         | Jacobastraat-Janstraat                                   | Velp        | keramiek                                                  |            |
| 1985      | Haan                                                                                  | Ed van Teeseling            | Van Voorthuysenstraat                                    | Velp        | brons                                                     |            |
| 1985      | Jonge kraaien                                                                         | Mark Geels                  | Hugo de Grootstraat/Grintakkerstraat                     | Velp        | brons                                                     |            |
| 1985      | Vogel                                                                                 | Ben van Pinxteren           | Straatweide/Weteringstraat                               | Velp        | rose marmer                                               |            |
| 1985      | Rollend paard                                                                         | Henk Göbel en Marga Carlier | Harderwijkerweg/Eerbeekseweg                             | Laag-Soeren | brons                                                     |            |
| 1987      | IJsberen                                                                              | Maïté Duval                 | Callunaplein                                             | Dieren      | brons, natuursteen                                        |            |
| 1987      | Zerken                                                                                | René Hubbers                | Park Daalhuizen                                          | Velp        | natuursteen                                               |            |
| 1987      | 4 Muurplastieken                                                                      | Ralph Lambertz              | Gruttostraat                                             | Velp        | gegalvaniseerd ijzer                                      |            |
| 1987      | 6 Muurplastieken                                                                      | Ralph Lambertz              | Kemphaanstraat                                           | Velp        | gegalvaniseerd ijzer                                      |            |
| 1987      | 2 Muurplastieken                                                                      | Ralph Lambertz              | Rietganssingel                                           | Velp        | gegalvaniseerd ijzer                                      |            |
| 1988      | Drie sculpturen                                                                       | Marry Overtoom              | Vogelplantsoen                                           | Dieren      | plaatstaal                                                |            |
| 1990      | Simon en Tine Carmiggelt                                                              | Wim Kuijl                   | Hoofdstraat                                              | De Steeg    | brons                                                     |            |
| 1990      | Joods monument                                                                        | Harry de Leeuw              |                                                          | Ellecom     | brons en kiezel                                           |            |
| 1990      | Blau Himmelhoch-Goud in de Vloer                                                      | Niek de Jong                | Park Daalhuizen                                          | Velp        | messing, staal, beton                                     |            |
| 1992      | Plastiek ter gelegenheid van 100 jaar Gazelle rijwielfabriek                          | Rien Goené                  | Wilhelminaweg, bij Gazellefabriek                        | Dieren      | brons, gegoten bij bronsgieterij G Stijlaart, Zoelen 1992 |            |
| 1992      | Bevrijdingsmonument Velp                                                              | Eugène Terwindt             | Vijverlaan                                               | Velp        | brons                                                     |            |
| 1992      | Hoog en Laag (Hoog)                                                                   | Eugène Terwindt             | Rozendaalsezand                                          | Velp        | graniet, beton                                            |            |
| 1992      | Hoog en Laag (Laag)                                                                   | Eugène Terwindt             | Veerstoep                                                | Dieren      | graniet, beton                                            |            |
| 1993      | Volle Maan                                                                            | Ralph Lambertz              | Hoofdstraat - gemeentehuis                               | De Steeg    | staal                                                     |            |
| 1993      | De Poort van de 4 Windstreken (Tempel vd 4 Windstreken)                               | Huub en Adelheid Kortekaas  | President Kennedylaan                                    | Velp        | staal                                                     |            |
| 1994      | Dansmarieke                                                                           | Jozef Kemperman             | Plein Vlashofstraat                                      | Velp        | natuursteen, brons                                        |            |
| 1994      | Levensdans                                                                            | Adriaan van Esveld          | Wilhelminaplantsoen                                      | Dieren      | brons, natuursteen                                        |            |
| 1995      | Huisje                                                                                | Martine Herman              | President Kennedylaan (voor het Ziekenhuis)              | Velp        | beton                                                     |            |
| 1996      | Muurschildering Churchillflat                                                         | Bram Hollander              | President Kennedylaan                                    | Velp        | verf                                                      |            |
| 1996      | Stilstaan/kiezen                                                                      | Margreth Goosen             | Dalweg-Diepesteeg                                        | De Steeg    | beton, verf                                               |            |
| 1996      | Stilstaan/kiezen                                                                      | Margreth Goosen             | Binnenweg t.o. 19                                        | Ellecom     | beton, verf                                               |            |
| 1996      | Stilstaan/kiezen                                                                      | Margreth Goosen             | Kerkweg                                                  | Spankeren   | beton, verf                                               |            |
| 1996      | Stilstaan/kiezen                                                                      | Margreth Goosen             | Emmastraat                                               | Velp        | beton, verf                                               |            |
| 1996      | Gezichten                                                                             | Gerrit van Middelkoop       | Brantsenpark                                             | De Steeg    | beton, rvs                                                |            |
| 1996      | Gezichten                                                                             | Gerrit van Middelkoop       | Dorpsweg                                                 | Spankeren   | beton, rvs                                                |            |
| 1996      | Gezichten                                                                             | Gerrit van Middelkoop       | Dorpsweg                                                 | Spankeren   | beton, rvs                                                |            |
| 1996      | Gezichten                                                                             | Gerrit van Middelkoop       | Dorpsweg                                                 | Spankeren   | beton, rvs                                                |            |
| 1996      | Gezichten                                                                             | Gerrit van Middelkoop       | Dorpsweg                                                 | Spankeren   | beton, rvs                                                |            |
| 1996      | Gezichten                                                                             | Gerrit van Middelkoop       | Dorpsweg                                                 | Spankeren   | beton, rvs                                                |            |
| 1996      | Tapijt                                                                                | Ralph Lambertz en Jan Vos   | Parkweg 5                                                | De Steeg    | beton, verf                                               |            |
| 1996      | Tapijt                                                                                | Ralph Lambertz en Jan Vos   | Wilhelminaweg                                            | Dieren      |                                                           |            |
| 1997      | Kikkersprong                                                                          | Ton Schräder                | Rietganssingel                                           | Velp        | rvs                                                       | [ 13 ]     |
| 1997      | Piet Pelle                                                                            | Ralph Lambertz              | Wilhelminaweg/Spankerenseweg                             | Dieren      | staal, verf                                               |            |
| 1997      | Gotisch Hert                                                                          | Caroline Kortenhorst        | Diderna - Calluna                                        | Dieren      | staal, verf                                               |            |
| 1998      | Totempaal                                                                             | Marga Carlier               | Valeriuslaan 18                                          | Dieren      | staal, verf                                               |            |
| 1998      | Poorten en Slingerbank                                                                | Eugène Terwindt             | Hoofdstraat (De Overtuin)                                | Velp        | baksteen, rood graniet                                    |            |
| 1998      | Ruiterstandbeeld                                                                      | Hans Vos                    | Hoofdstraat (De Overtuin)                                | Velp        | brons                                                     |            |
| 2000      | Tijd                                                                                  | Jos Spanbroek               | Korenbloemstraat                                         | Rheden      | staal, beton, glas                                        |            |
| 2001      | Koningin Beatrix                                                                      | Daphné Du Barry             | Beekhuizenseweg (bij de Posbank)                         | Rheden      |                                                           |            |
| 2002      | Rotonde en brug over Kanaal                                                           | Tirza Verrips               | Kanaalweg/Imboslaan                                      | Dieren      | staal, nylon, verf                                        |            |
| 2003      | Marktkoopman                                                                          | Erwin Kulsdom               | Hogestraat/Kerkstraat                                    | Dieren      | brons en glas                                             |            |
| 2004      | De IJssel                                                                             | Bob Lejeune                 | Plantsoen Buitensingel                                   | Ellecom     | brons, beton, verf                                        |            |
| 2004      | De Veluwe                                                                             | Bob Lejeune                 | Laan van Avegoor/Selsweg/Binnenweg                       | Ellecom     | brons, beton, verf                                        |            |
| 2004      | Het Dorp                                                                              | Bob Lejeune                 | De Friedhof                                              | Ellecom     | brons, beton, verf                                        |            |
| 2008      | Geit van Arboricultura Larenstein                                                     | Tom Ordódy                  | Larenstein                                               | Velp        |                                                           |            |
| 2011      | Jeantine Haitzema Viëtor                                                              | Machiel Zwart               | Carolinapark                                             | Dieren      | steen                                                     |            |
| 2013      | Sculptuur ter gelegenheid van de inhuldiging van Koning Willem-Alexander op 30-4-2013 |                             | Hoofdstraat/Oranjestraat                                 | Velp        |                                                           |            |
| 2015      | Het Ondergedoken Kind                                                                 | Yvon van Wordragen          | Hoofdstraat/Hogeweg                                      | Velp        | brons                                                     |            |
| 2019      | Standbeeld Audrey Hepburn                                                             | Yvon van Wordragen          | Rozendaalselaan                                          | Velp        | brons                                                     |            |
|           | Sculptuur                                                                             |                             | Arnhemsestraatweg 358 (ABT Ingenieurs)                   | Velp        |                                                           |            |
|           | Monument voor Nederlandse Militairen                                                  |                             | Snippendaalseweg                                         | Rheden      |                                                           |            |
|           | [ 14 ]                                                                                | Joep Sterman                |                                                          |             |                                                           |            |
|           | Edelhert (Markering bebouwde kom)                                                     | Jos Spanbroek               | Harderwijkerweg                                          | Dieren      |                                                           |            |
|           | Paard (Markering bebouwde kom)                                                        | Jos Spanbroek               | Zutphensestraatweg (N348, nabij sluis Apeldoorns Kanaal) | Dieren      |                                                           |            |
|           | Ree (Markering bebouwde kom)                                                          | Jos Spanbroek               | Doesburgsedijk                                           | Dieren      |                                                           |            |
|           | Stier (Markering bebouwde kom)                                                        | Jos Spanbroek               | Veerstoep (nabij veerpont naar Olburgen)                 | Dieren      |                                                           |            |
|           | Wild Zwijn (Markering bebouwde kom)                                                   | Jos Spanbroek               | Kanaal                                                   | Dieren      |                                                           |            |
|           | Omgevingskunst                                                                        | Ruud-Jan Kokke              |                                                          | De Steeg    |                                                           |            |
|           | omgevingsarchitectuur Guus Dijkhuizenplein                                            | Gerrit van Middelkoop       | Guus Dijkhuizenplantsoen                                 | Velp        |                                                           |            |
|           | omgevingskunst Guus Dijkhuizenplein                                                   | Gerrit van Middelkoop       | Guus Dijkhuizenplantsoen                                 | Velp        |                                                           |            |
|           | Stoeptegel                                                                            | Gerrit van Middelkoop       | Parkstraat                                               | De Steeg    |                                                           |            |
|           | Stoeptegel                                                                            | Gerrit van Middelkoop       | Parkstraat                                               | De Steeg    |                                                           |            |
|           | Stoeptegel                                                                            | Gerrit van Middelkoop       | Parkstraat                                               | De Steeg    |                                                           |            |